# Béatrice Chatel
Béatrice Chatel est une physicienne française et directrice de recherches spécialiste des lasers femtoseconde.

## Biographie
En 1993, Béatrice Chatel sort diplômée de l’Institut d'optique Graduate School. Elle soutient une thèse au laboratoire Kastler Brossel et devient ensuite maitresse de conférences à l'Université Toulouse-III-Paul-Sabatier. Après un court passage au laboratoire d'optique appliquée, elle décide de son consacrer à la recherche à temps plein et intègre le laboratoire "Collisions, agrégats, réactivité"(LCAR) comme chargée de recherche. Entre 2013 et 2014, elle est directrice de ce laboratoire 
Elle s’est illustrée en mettant au point un instrument capable de façonner des impulsions laser de façon extrêmement précise. Grâce à cet outil, les chercheurs sont capables de briser des molécules de façon contrôlée en fonction des propriétés de l’impulsion laser à laquelle elles sont soumises.
Parallèlement à ses activités de chercheuse, Béatrice Chatel est présidente du comité de pilotage du réseau national CNRS des technologies femtoseconde qui cherche à favoriser les échanges entre les communautés qui utilisent ces lasers. Elle va parfois dans les écoles raconter son travail aux jeunes, et notamment aux jeunes filles. Elle est également bénévole de l'association l'école à l'hôpital. En 2005 , Elle participe à la création d’une exposition itinérante d’optique dans le cadre de l’année de la physique.

## Distinctions
- 2005 : Médaille de bronze du CNRS[3]
- 2005 : Prix Irène-Joliot-Curie de la jeune femme scientifique[4]